# John Adams
John Adams, ameriški politik, odvetnik, državnik, diplomat in politični teoretik,  * 19. oktober 1735, † 4. julij 1826.
Adams je bil eden od Ustanovnih očetov, prvi podpredsednik in drugi predsednik Združenih držav Amerike. Leta 1776 je bil med vodilnimi osebnostmi pri osamosvajanju ZDA. Bostonski odvetnik po rodu iz Nove Anglije in javna osebnost je s svojo visoko izobrazbo zagovarjal razsvetljenske vrednote in republikanizem. Kot član Federalistične stranke je bil vplivna osebnost in eden najpomembnejših med Ustanovnimi očeti.

## Življenjepis
Do izraza je prvič prišel med Ameriško revolucijo. Kot delegat Massachusettsa v Kontinentalnem kongresu je bil eden glavnih zagovornikov odcepitve od Združenega kraljestva in pomagal Thomasu Jeffersonu pri snovanju osnutka Deklaracije neodvisnosti.
V vlogi diplomata v Evropi je bil med glavnimi pogajalci pogodbe o sklenitvi miru z Združenim kraljestvom ter pri pridobivanju pomembnih posojil iz amsterdamskih bank. Kot politični teoretik in zgodovinar se je udejstvoval kot pisec pretežnega dela Ustave Massachussetsa iz leta 1780, ki je kmalu zatem v omenjeni zvezni državi prepovedala suženjstvo. Med pisanjem osnutka Zvezne ustave kasneje tega desetletja je bil službeno v Evropi. Ena od njegovih najpomembnejših sposobnosti je bila presoja osebnosti: leta 1775 je Georgea Washingtona predlagal za vrhovnega poveljnika, 25 let zatem pa Johna Marshalla predlagal za vrhovnega sodnika ZDA.

### Podpredsednik in predsednik
Njegova vloga pri osamosvajanju mu je kasneje omogočila dva mandata v vlogi podpresednika Georgea Washingtona in kasneje, točneje leta 1796, še lasten mandat v vlogi 2. predsednika ZDA. Med svojim edinim mandatom je bil tarča obsežnih kritik Demokratsko-Republikanske stranke Jeffersona in Jamesa Madisona ter prevladujoče klike znotraj njegove lastne stranke pod vodstvom Alexandra Hamiltona. Bil je podpisnik kontroverznih Aktov o tujcih in vstaji ter je povečal obseg vojske in mornarice, še posebno med obdobjem t. i. »Kvazi-vojne« s Francijo med letoma 1798 in 1800. Veliki uspeh njegovega mandata je bil uspešen zaključek spora navkljub Hamiltonovemu nasprotovanju.
Leta 1800 je na volitvah za svoj drugi mandat izgubil proti Jeffersonu in se nato upokojil ter preselil v rodni Massachusetts. Kasneje je obnovil svoje prijateljstvo z Jeffersonom. S svojo ženo Abigail Adams Smith je začel uspešen rod politikov, diplomatov in zgodovinarjev, ki ga danes imenujemo Adamsov politični rod. Adams je bil oče Johna Quincyja Adamsa, 6. predsednika Združenih držav. John je bil prav tako "mrzli" bratranec podpisnika deklaracije o neodvisnosti, pomembnega člana Kontinentalnega kongresa ter prav tako  kot John ustanovnega očeta Združenih držav Amerike Samuela Adamsa. Dosežki Johna Adamsa so dandanes bolj cenjeni, nekoč so sicer bolj kot njegove cenili prispevke drugih Ustanovnih očetov.